# Duplicatus
Duplicatus är en specialform hos moln där det förekommer flera flak eller skikt av moln i något olika höjd över varandra. Flaken eller skikten kan ibland vara delvis sammansmälta. Benämningen används huvudsakligen för huvudmolnslag av typen cirrus, cirrostratus, altocumulus, altostratus och stratocumulus.
Duplicatus kan vara svår att fastställa vid observation från marken. Om vindriktningen skiljer sig mellan de olika skikten kan molnet få en trådig struktur och då kan trådarnas riktning avslöja att det rör sig om flera skikt. Ett bra tillfälle att upptäcka duplicatus är vid soluppgång och solnedgång då solen belyser de övre skikten, medan de undre skikten är i skugga. Färgskillnaden mellan de olika skikten avslöjar då att det rör sig om flera skikt.